# Exam
Exam es un thriller británico de 2009 dirigido por Stuart Hazeldine y escrito por Simon Garrity. El film está protagonizado por Colin Salmon, Jimi Mistry, Luke Mably, Chuk Iwuji y Nathalie Cox entre otros.

## Argumento
En un futuro distópico en Gran Bretaña, ocho candidatos finalistas de un riguroso proceso de selección se preparan para lo que parece ser un examen final de evaluación de empleo. El grupo entra en una sala y se sienta en mesas individuales. Cada escritorio tiene un papel impreso con la palabra "candidato" y un número del uno al ocho. El Supervisor, un representante de la empresa DATAPREV, explica que el examen dura 80 minutos y consta de una sola pregunta, pero que hay tres reglas: Los candidatos no deben hablar con él ni con el guardia armado de la puerta, no deben estropear su papel y no pueden abandonar la sala. Si lo hacen, serán descalificados. El Supervisor les pregunta si tienen alguna pregunta, a lo que nadie contesta y luego sale de la sala. 
Al comenzar el examen, resulta que los papeles están en blanco. A los pocos minutos, una candidata asiática es descalificada por estropear su papel escribiendo en él. Tras su expulsión, los siete candidatos restantes se dan cuenta de que está permitido hablar entre ellos y colaborar. Ante la reticencia de dar sus nombres reales, uno de los candidatos, auto-nombrado "Blanco", asigna apodos a cada uno de los candidatos en función del color del pelo y de la piel: "Negro", "Rubia", "Moreno", "Castaña", "Oscura" y "Sordo" para un candidato que no habla ni responde al grupo.
En la hora que sigue, los candidatos utilizan diferentes tipos de luces y líquidos para intentar revelar el texto oculto en sus papeles, sin éxito. Especulan sobre el propósito del examen y la naturaleza de la empresa, cuya identidad está rodeada de misterio. "Oscura" afirma que el director general es muy reservado y no se le ha visto desde la salida a bolsa de la compañía. Poco a poco se revela que la empresa es responsable de un medicamento novedoso destinado a tratar una enfermedad que afecta a gran parte de la población debido a una pandemia viral. En el caos, "Blanco" toma el control del grupo e ingenia las descalificaciones de "Morena" y "Sordo" por estropear sus papeles.
"Blanco" también comienza a tratar de intimidar a los demás, diciendo que ha resuelto la pregunta pero que no se los dirá. En respuesta, "Negro" lo golpea en la cara, dejándolo inconsciente y lo ata a una silla. Mientras "Blanco" recupera parcialmente la conciencia, suplica su medicación, dando a entender que tiene el virus, pero algunos de ellos no le creen. A continuación, "Moreno" centra su atención en "Oscura", que demuestra tener muchos conocimientos sobre el funcionamiento interno de la empresa, y finalmente la tortura para que revele que trabaja para la compañía. Se revela que también "Negro" es portador de la enfermedad. A continuación, "Blanco" sufre convulsiones, lo que demuestra que tiene la enfermedad. "Oscura" suplica ayuda al Supervisor para conseguir ayuda médica y es descalificada.
"Rubia" recupera la medicación para "Blanco", que le fue robada anteriormente por "Moreno", y la utiliza para reanimarlo. Los demás liberan a "Blanco" y exigen saber la pregunta. Él sugiere que no hay pregunta y que la empresa se limitará a contratar al último candidato que quede en pie, mientras fija su vista en la pistola del guardia de seguridad. "Negro" se adelanta y  toma el arma del guardia, pero requiere la huella digital de éste para disparar, lo que da tiempo a "Blanco" para aturdirle y recuperarla. "Blanco" obliga a "Moreno" a salir de la sala a punta de pistola, descalificándolo, y luego obliga a "Rubia" a salir también, pero  mientras sale de la sala, ella apaga las luces activadas por voz, permitiendo a "Negro" atacar a "Blanco".
Las luces vuelven a encenderse después de que "Negro" recibe un disparo. "Rubia" se esconde tras la puerta de salida, todavía con un pie dentro de la habitación. Antes de que "Blanco" pueda matarla, el temporizador del examen llega a cero. "Blanco" se dirige entonces al Supervisor (quien ha estado observando toda la acción en la sala anexa) seguro de su éxito, pero es descalificado. Se revela que "Sordo" había adelantado antes el reloj de la cuenta atrás unos minutos. La rubia recuerda entonces que "Sordo" había utilizado antes sus gafas y un trozo de cristal roto para examinar un papel de examen. Cogiendo las gafas tiradas, encuentra la frase "Pregunta 1." en el papel del examen en letra minúscula. "Rubia" se da cuenta de que la "Pregunta 1" se refiere a la única pregunta que el vigilante hizo al grupo al principio del examen ("¿Alguna pregunta?"). "Rubia" responde "No", justo a tiempo.
El Supervisor entra entonces y revela que "Sordo" es en realidad el director general de la empresa y un científico cuya investigación había encontrado no sólo la cura del virus, sino también además un método de regeneración celular rápida, lo que significaría "el don de la vida" para millones de personas. La bala que alcanzó a "Negro" contenía esta cura, reviviéndolo. Con la necesidad desesperada del fármaco en todo el mundo y un suministro limitado, la empresa necesitaba un administrador capaz de tomar decisiones difíciles con atención a los detalles, a la vez que mostrara compasión, todos ellos rasgos que "Rubia" mostró durante el examen. Entonces ella acepta el trabajo.

## Reparto
- John Lloyd Fillingham como Candidato 1, "Sordo"
- Gemma Chan como Candidata 2, "Asiática"
- Adar Beck como Candidata 3, "Oscura"
- Pollyanna McIntosh como Candidata 4, "Castaña"
- Luke Mably como Candidato 5, "Blanco"
- Jimi Mistry como Candidato 6, "Moreno"
- Nathalie Cox como Candidata 7, "Rubia"
- Chuk Iwuji como Candidato 8, "Negro"
- Colin Salmon como el Supervisor
- Chris Carey como el Guardia

## Estreno y distribución
La película se estrenó en 2009 en el Festival Internacional de Cine de Edimburgo y en el Festival de Cine de Raindance. El 8 de enero del año siguiente se estrenó en los cines británicos.
El 11 de febrero de 2010, IFC Films se hizo con los derechos de distribución para el mercado estadounidense donde fue proyectada en el Festival de Cine de Santa Bárbara. El 7 de junio de 2010 salió a la venta la edición DVD y Blu-ray mientras que en Estados Unidos, y a pesar de no estrenarse en los cines, IFC optó por distribuirlos directamente en Direct-to-DVD el 23 de julio y el 16 de noviembre de 2010.